# Glyceria fluitans
Glycérie flottante
Espèce
Statut de conservation UICN

 LC  : Préoccupation mineure

Glyceria fluitans, la glycérie flottante, fétuque ou manne de Prusse, est une espèce de plantes monocotylédones de la famille des Poaceae (Graminées), sous-famille des Pooideae, originaire d'Europe, d'Afrique du Nord et d'Asie occidentale.
Ce sont des plantes herbacées vivaces, aux tiges (chaumes) dressées ou décombantes pouvant atteindre 100 cm de long, et aux inflorescences en panicules.
Ces plantes poussent dans les zones humides tels que des fossés, des rivières et les étangs. L'espèce est aussi connue sous le nom d'« herbe flottante ». Ses graines étaient autrefois récoltées et consommées comme céréales dans certaines régions d'Europe du Nord, réduites en gruau et cuites au lait. Elles entraient aussi dans la confection de la bière et du pain.

## Description
Glyceria fluitans possède une tige épaisse qui s'élève jusqu'à un mètre de haut. Les feuilles sont vert pâle, longues et étroites, elles sont rugueuses des deux côtés, souvent pliées et qui se trouve sur la surface de l'eau.

## Liste des sous-espèces et variétés
Selon Tropicos (31 mars 2018) (attention, liste brute contenant possiblement des synonymes) :
- sous-espèces :
  - Glyceria fluitans subsp. declinata (Bréb.) O. Bolòs, Masalles & Vigo
  - Glyceria fluitans subsp. fluitans
  - Glyceria fluitans subsp. plicata Fr.
- variétés :
  - Glyceria fluitans var. angustata Vasey ex Fernald
  - Glyceria fluitans var. declinata (Bréb.) Ghişa
  - Glyceria fluitans var. fluitans
  - Glyceria fluitans var. leptorhiza Maxim.
  - Glyceria fluitans var. plicata (Fr.) Griseb.
  - Glyceria fluitans var. stricta E. Desv.